# Germanium(II)-bromid
Germanium(II)-bromid (GeBr2) ist eine anorganische chemische Verbindung des Germaniums aus der Gruppe der Bromide.

## Gewinnung und Darstellung
Germanium(II)-bromid kann durch Reaktion von Germanium(IV)-bromid mit Germanium oder Zink gewonnen werden.
{\displaystyle {\ce {Ge + GeBr4 -> 2GeBr2}}}
Ebenfalls möglich ist die Darstellung durch thermische Dissoziation von Tribromgerman im Vakuum oder Einengen einer Lösung von Germanium(II)-oxid in 46-prozentiger Bromwasserstoffsäure. Es kann auch als Rückstand der Destillation einer Lösung von Tribromgerman in Bromwasserstoffsäure oder auch als Rückstand der Destillation einer etherischen Lösung des aus Germanium(II)-oxid mit 40 % Bromwasserstoff in Ether erhältlichen  GeHBr3-(C2H5)2O erhalten werden. Zuerst wurde Germanium(II)-bromid durch Umsetzung von Germanium mit Bromwasserstoff und anschließender Reduktion des entstehenden Gemisches aus GeBr4 und GeHBr3 mit metallischem Zink hergestellt.

## Eigenschaften
Germanium(II)-bromid ist ein polymerer farbloser bis blassgelber Feststoff, der in Ethanol und Aceton löslich ist. Bei 180–220 °C erfolgt an Luft Oxidation. Er disproportioniert beim Erhitzen in unpolaren Lösungsmitteln zu Germanium(IV)-bromid und Subbromiden, beim trockenen Erhitzen bilden sich Germanium(IV)-bromid und Germanium. Mit Wasser hydrolysiert er zu Germanium(II)-hydroxid. Germanium(II)-bromid kristallisiert in einer monoklinen Struktur, Raumgruppe P21/c (Raumgruppen-Nr. 14), mit den Gitterparametern a = 11,68 Å, b = 9,12 Å, c = 7,02 Å und β = 101,9°. In der Kristallstruktur ist jedes Germaniumatom an drei Bromatome gebunden, von denen zwei an weitere Germaniumatome binden, so dass sich eine Kettenstruktur ergibt.